# Allendale (Illinois)
Allendale é uma vila localizada no estado americano de Illinois, no Condado de Wabash.

## Demografia
Segundo o censo americano de 2000, a sua população era de 528 habitantes. 
Em 2006, foi estimada uma população de 500, um decréscimo de 28 (-5.3%).

## Geografia
De acordo com o United States Census Bureau tem uma área de 
0,8 km², dos quais 0,8 km² cobertos por terra e 0,0 km² cobertos por água.

## Localidades na vizinhança
O diagrama seguinte representa as localidades num raio de 24 km ao redor de Allendale. 